# Julija Nescjarėnka
Julija Viktaraŭna Barcėvič, coniugata Nescjarėnka, accreditata come Yuliya Nesterenko dalla IAAF (in bielorusso Юлія Віктараўна Барцэвіч-Несцярэнка?; Brėst, 15 giugno 1979), è un'ex velocista bielorussa, campionessa olimpica dei 100 metri piani ad Atene 2004.

## Biografia
Nata Julija Bartsevič, partecipa nel 2002 ai campionati europei a Monaco di Baviera, dove viene eliminata nella semifinale dei 100 metri con il tempo di 11"44.
Dopo il matrimonio con il quattrocentista Dimitri Nesterenko, inizia ad utilizzare il cognome del marito e ad essere nota come Julija Nesterenko. Ai Campionati del mondo di Parigi Saint-Denis 2003 si classifica settima con la staffetta 4×100 metri della Bielorussia.
Nel 2004 le sue prestazioni migliorarono sensibilmente. In marzo arriva terza sui 60 m ai mondiali indoor di Budapest con il tempo di 7"12, dietro alla statunitense Gail Devers ed alla belga Kim Gevaert. Il 23 giugno al meeting di Rethymno, nell'isola di Creta, stabilisce il suo record personale sia sui 100 metri (11"02) sia sui 200 metri (22"91).
Due mesi dopo, alle Olimpiadi di Atene, si migliora ulteriormente, correndo sotto gli 11 secondi in tutti e quattro i turni di gara (batterie, quarti, semifinale e finale) dei 100 m. Il tempo migliore è quello della semifinale, 10"92, suo record personale. Vince la finale in 10"93, prima atleta bianca e non statunitense a vincere i 100 metri olimpici dopo 24 anni, quando l'allora sovietica Ljudmila Kondrat'eva vinse ai Giochi di Mosca 1980 boicottati dagli statunitensi.
Dopo i Giochi di Atene prende un lungo periodo di pausa. Ai Mondiali Helsinki 2005 conquista il bronzo nella staffetta 4×100 m con le connazionali Natallia Solohub, Alena Neumiarzhitskaya e Aksana Drahun, riscattando così una deludente finale dei 100 in cui era finita ultima con il tempo di 11"13.
Ai campionati europei del 2006 giunge sesta con il tempo di 11"34 sui 100 m mentre vince nuovamente la medaglia di bronzo con la staffetta 4×100m.
Nel 2008 alle Olimpiadi di Pechino non va oltre le semifinali, venendo eliminata con il tempo di 11"26, lontano dal primato stabilito ai Giochi olimpici di quattro anni prima.

## Progressione

### 100 metri piani
| Stagione | Risultato | Luogo      | Data      | Rank. Mond. |
| -------- | --------- | ---------- | --------- | ----------- |
| 2012     | 11"52     | Helsinki   | 27-6-2012 | -           |
| 2011     | 11"53     | Stoccolma  | 18-6-2011 | -           |
| 2010     | 11"58     | Barcellona | 28-7-2010 | -           |
| 2009     | 11"46     | Liegi      | 15-7-2009 | -           |
| 2008     | 11"14     | Pechino    | 16-8-2008 | 30ª         |
| 2006     | 11"28     | Göteborg   | 9-8-2006  | 48ª         |
| 2004     | 10"92     | Atene      | 21-8-2004 | 3ª          |
| 2003     | 11"45     | Minsk      | 3-6-2003  | 110ª        |
| 2002     | 11"29     | Brėst      | 4-6-2002  | 44ª         |
| 2001     | 11"54     | Brėst      | 8-6-2001  | -           |

### 200 metri piani
| Stagione | Risultato | Luogo    | Data      | Rank. Mond. |
| -------- | --------- | -------- | --------- | ----------- |
| 2008     | 23"21     | Brėst    | 31-5-2008 | 109ª        |
| 2004     | 22"91     | Rethymno | 23-6-2004 | 49ª         |
| 2003     | 23"46     | Minsk    | 3-6-2003  | 149ª        |
| 2002     | 23"26     | Brėst    | 6-6-2002  | 77ª         |

## Palmarès
| Anno | Manifestazione  | Sede       | Evento      | Risultato  | Prestazione | Note             |
| ---- | --------------- | ---------- | ----------- | ---------- | ----------- | ---------------- |
| 2002 | Europei indoor  | Vienna     | 60 m piani  | Semifinale | 7"38        |                  |
| 2002 | Europei         | Monaco     | 100 m piani | Semifinale | 11"44       |                  |
| 2004 | Mondiali indoor | Budapest   | 60 m piani  | Bronzo     | 7"12        |                  |
| 2004 | Giochi olimpici | Atene      | 100 m piani | Oro        | 10"93       |                  |
| 2004 | Giochi olimpici | Atene      | 4×100 m     | 5ª         | 42"94       |                  |
| 2005 | Mondiali        | Helsinki   | 100 m piani | 8ª         | 11"13       |                  |
| 2005 | Mondiali        | Helsinki   | 4×100 m     | Bronzo     | 42"56       | Record nazionale |
| 2006 | Europei         | Göteborg   | 100 m piani | 6ª         | 11"34       |                  |
| 2006 | Europei         | Göteborg   | 4×100 m     | Bronzo     | 43"61       |                  |
| 2008 | Giochi olimpici | Pechino    | 100 m piani | Semifinale | 11"26       |                  |
| 2008 | Giochi olimpici | Pechino    | 4×100 m     | Batteria   | 43"69       |                  |
| 2009 | Mondiali        | Berlino    | 4×100 m     | Batteria   | 44"12       |                  |
| 2010 | Europei         | Barcellona | 100 m piani | Batteria   | 11"58       |                  |
| 2010 | Europei         | Barcellona | 4×100 m     | 5ª         | 43"18       |                  |
| 2012 | Mondiali indoor | Istanbul   | 60 m piani  | Semifinale | 7"31        |                  |
| 2012 | Europei         | Helsinki   | 100 m piani | Semifinale | dns         |                  |

## Altre competizioni internazionali
2005
- 7ª alle World Athletics Final ( Monaco), 100 metri - 11"23